# (29947) 1999 JD84
A (29947) 1999 JD84 a Naprendszer kisbolygóövében található aszteroida. A LINEAR projekt keretében fedezték fel 1999. május 12-én.